# Ourapteryx persica
Ourapteryx persica là một loài bướm đêm trong họ Geometridae.